# ماریه‌بری، اومیا
ماریه‌بری (به سوئدی: Marieberg) یک منطقهٔ مسکونی در سوئد است که در بخش اومیا واقع شده‌است.